# BMX-Rennsport-Weltmeisterschaften 2010
Die BMX-Rennsport-Weltmeisterschaften 2010 fanden vom 30. Juli bis 1. August im südafrikanischen Pietermaritzburg statt. Schauplatz waren die Royal Showgrounds, wo eigens für die WM eine BMX-Rennbahn angelegt worden war. 29 Nationen beteiligten sich an den Wettkämpfen.

## Programm
Am 30. Juli sowie am Vormittag des 31. wurde das Zeitfahren ausgetragen als Qualifikation zum Hauptereignis, dem 20-Zoll-Rennen. Die Ausscheidungsläufe fanden am Nachmittag des 31. Juli statt. Am Tag darauf gab es noch das Cruiser-Rennen. Dieser Wettbewerb, bei welchem es in einigen Kategorien weniger als acht Teilnehmer gab, fand letztmals bei Weltmeisterschaften statt. Parallel zu den Weltmeisterschaften lief vom 29. Juli bis 1. August die UCI BMX World Challenge für die Leistungsklassen Challenge und Masters. 

## Ergebnisse

### Frauen Elite
Es gab 29 Fahrerinnen aus 15 Nationen. Im BMX-Rennen gewann Shanaze Reade ihren dritten WM-Titel in vier Jahren, im Cruiser holte Mariana Pajón ihren ersten WM-Titel in der Elite.
| Platz | Name                  | Zeit       |
| ----- | --------------------- | ---------- |
| 1     | Shanaze Reade         | 38,819 s   |
| 2     | Sarah Walker          | + 1,096 s  |
| 3     | Alise Post            | + 1,624 s  |
| 4     | Amélie Despeaux       | + 2,986 s  |
| 5     | Aneta Hladíková       | + 3,411 s  |
| 6     | Rachel Bracken        | + 4,212 s  |
| 7     | Laëtitia Le Corguillé | + 34,963 s |
| 8     | Arielle Martin        | DNF        |

| Platz | Name              | Zeit       |
| ----- | ----------------- | ---------- |
| 1     | Mariana Pajón     | 39,421 s   |
| 2     | Romana Labounková | + 0,757 s  |
| 3     | Vilma Rimšaitė    | + 1,162 s  |
| 4     | Amélie Despeaux   | + 1,878 s  |
| 5     | Aneta Hladíková   | + 4,291 s  |
| 6     | Ziggy Callan      | + 7,829 s  |
| 7     | Maurane François  | + 10,305 s |

### Männer Elite
Es gab 80 Fahrer aus 24 Nationen. Im Finale des BMX-Rennens kamen in der ersten Kurve drei Fahrer zu Sturz. Der amtierende Olympiasieger Māris Štrombergs führte vom Start weg und siegte vor Lokalmatador Sifiso Nhlapo.
| Platz | Name                  | Zeit           |
| ----- | --------------------- | -------------- |
| 1     | Māris Štrombergs      | 38,391 s       |
| 2     | Sifiso Nhlapo         | + 0,487 s      |
| 3     | Joris Daudet          | + 0,686 s      |
| 4     | Thomas Hamon          | + 1,340 s      |
| 5     | Raymon van der Biezen | + 1,487 s      |
| 6     | Marc Willers          | + 1:01,301 min |
| 7     | Sam Willoughby        | + 1:01,349 min |
| 8     | Khalen Young          | + 1:01,414 min |

| Platz | Name               | Zeit      |
| ----- | ------------------ | --------- |
| 1     | Renato Rezende     | 39,518 s  |
| 2     | Andrés Jiménez     | + 0,195 s |
| 3     | Carlos Oquendo     | + 0,272 s |
| 4     | Sander Bisseling   | + 0,892 s |
| 5     | Francky Gagnu      | + 1,735 s |
| 6     | Kelvin Batey       | + 4,919 s |
| 7     | Kane Herbert       | + 6,934 s |
| 8     | José Díaz Monataña | + 6,970 s |

### Juniorinnen
Es gab 21 Fahrerinnen aus 14 Nationen.
| Platz | Name              | Zeit       |
| ----- | ----------------- | ---------- |
| 1     | Merle van Benthem | 40,946 s   |
| 2     | Brooke Crain      | + 0,158 s  |
| 3     | Melinda McLeod    | + 0,658 s  |
| 4     | Taylor Wolcott    | + 1,394 s  |
| 5     | Énora Le Roux     | + 3,626 s  |
| 6     | Bianca Quinalha   | + 3,811 s  |
| 7     | Mayara Perez      | + 8,189 s  |
| 8     | Kirsten Dellar    | + 32,572 s |

| Platz | Name               | Zeit      |
| ----- | ------------------ | --------- |
| 1     | Teagan O’Keeffe    | 42,381 s  |
| 2     | Énora Le Roux      | + 1,205 s |
| 3     | Bianca Quinalha    | + 1,367 s |
| 4     | Dominique Daniels  | + 2,789 s |
| 5     | Maartje Hereijgers | + 3,373 s |

### Junioren
Es gab 56 Fahrer aus 22 Nationen.
| Platz | Name              | Zeit       |
| ----- | ----------------- | ---------- |
| 1     | Sylvain André     | 38,822 s   |
| 2     | Kristers Lejiņš   | + 1,012 s  |
| 3     | Twan van Gendt    | + 1,407 s  |
| 4     | David Oquendo     | + 1,639 s  |
| 5     | Matthew Dunsworth | + 2,033 s  |
| 6     | Niklas Laustsen   | + 2,462 s  |
| 7     | Kristers Taims    | + 13,667 s |
| 8     | Connor Fields     | DNF        |

| Platz | Name             | Zeit       |
| ----- | ---------------- | ---------- |
| 1     | David Oquendo    | 45,014 s   |
| 2     | Benjamin Clarke  | + 10,108 s |
| 3     | Daniel Franks    | + 16,481 s |
| 4     | Nicolás Palacios | + 26,930 s |
| 5     | Douglas Carnaval | + 51,685 s |
| 6     | Igor Martins     | + 58,981 s |
| 7     | Igor Carvalho    | DNF        |
| 8     | Rogerio Reis     | DNF        |

## Medaillenspiegel
| Platz  | Land               | Gold | Silber | Bronze | Gesamt |
| ------ | ------------------ | ---- | ------ | ------ | ------ |
| 1      | Kolumbien          | 2    | 1      | 1      | 4      |
| 2      | Frankreich         | 1    | 1      | 1      | 3      |
| 3      | Lettland           | 1    | 1      | 0      | 2      |
| 3      | Südafrika          | 1    | 1      | 0      | 2      |
| 5      | Brasilien          | 1    | 0      | 1      | 2      |
| 5      | Niederlande        | 1    | 0      | 1      | 2      |
| 7      | Großbritannien     | 1    | 0      | 0      | 1      |
| 8      | Australien         | 0    | 1      | 1      | 2      |
| 8      | Neuseeland         | 0    | 1      | 1      | 2      |
| 8      | Vereinigte Staaten | 0    | 1      | 1      | 2      |
| 11     | Tschechien         | 0    | 1      | 0      | 1      |
| 12     | Litauen            | 0    | 0      | 1      | 1      |
| Gesamt | Gesamt             | 8    | 8      | 8      | 24     |